# Chris Mims
Christopher Eddie Mims (Los Angeles, 29 settembre 1970 – Los Angeles, 15 ottobre 2008) è stato un giocatore di football americano statunitense che ha giocato nel ruolo di defensive end nella National Football League (NFL). Al college giocò a football a Tennessee

## Carriera
Mims fu scelto come 23º assoluto nel Draft NFL 1992 dai San Diego Chargers. Vi giocò fino al 1999 (tranne una parentesi nel 1997 con i Washington Redskins), con un massimo in carriera di 11 sack nel 1994 quando i Chargers raggiunsero il primo Super Bowl della storia della franchigia, perso contro i San Francisco 49ers. Dopo avere disputato le pre-stagione 2000 nella rosa dei Chicago Bears si ritirò. Morì nel 2008 per una cardiomegalia.

## Palmarès

### Franchigia
- American Football Conference Championship: 1

San Diego Chargers: 1994

### Individuale
- PFWA All-Rookie Team - 1992

## Statistiche
| Partite    | 104  |
| Sack       | 42,0 |
| Intercetti | 0    |